# نيتال

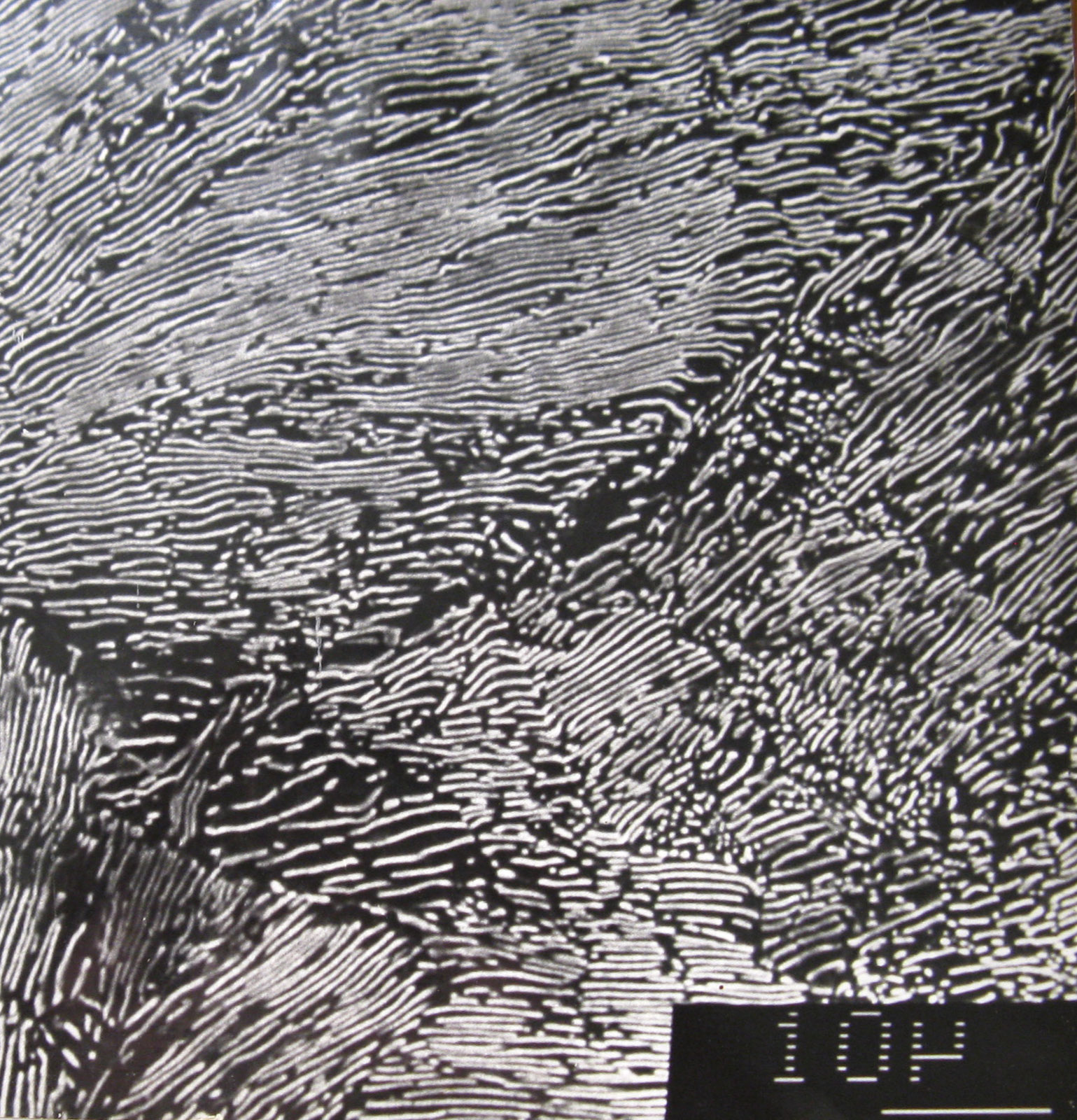

النيتال هو محلول من حمض النيتريك والكحول شائع الاستخدام للتنميش الصناعي المعادن. إنها مناسبة خاصة للكشف عن البنية المجهرية للفولاذ الكربوني. يمكن أن يكون الكحول عبارة عن ميثانول أو إيثانول أو كحول مغير. من المحتمل أن تكون مخاليط الإيثانول وحمض النيتريك متفجرة.
مخاليط الإيثانول وحمض النيتريك من الممكن ان تكون متفجرة. يحدث هذا عادة بتطور الغاز، على الرغم من أنه يمكن أيضًا تشكيل نترات الإيثيل . لكن الميثانول ليس عرضة للانفجار ولكنه سام.
يصبح محلول الإيثانول وحمض النيتريك متفجرين إذا وصل تركيز حامض النيتريك إلى أكثر من 10٪ . يجب ألا يتم تخزين الحلول التي تزيد عن 5٪ في حاويات مغلقة. يستمر حمض النيتريك في العمل الأكسدة في ظروف مخففة وباردة.

## روابط خارجية
- بي بي سي نيوز - تغريم الكلية بعد الاستحمام الحمضي
- - حمض النيتريك المتفجر - خليط الإيثانول